# Ažbe Jug
Ažbe Jug (Maribor, 3 de março de 1992) é um futebolista esloveno que atua como goleiro. Atualmente joga no Maribor.

## Carreira
Jug começou sua carreira no time NK Maribor, onde jogou de 2008 a 2009. Depois de sua formação, Jug seguiu sua carreira nos times NK Interblock Ljubljana (2009-2011) e no Bordeaux B (2011-2015).

### Sporting
Jug foi contratado pelo Sporting em 2015 com uma cláusula de rescisão de 45 milhões de euros até 2020, onde permaneceu como o goleiro reserva do time.
No dia 31 de agosto de 2017, o Sporting anunciou uma rescisão amigável do vínculo contratual com o jogador.